# 999

## Události
- pod patronací Boleslava II. byl založen benediktínský klášter v Ostrově
- Boleslav Chrabrý využil smrti Boleslava II., zaútočil na Krakov a obsadil jej. Postupně ovládl celé Malopolsko
- Sigmundur Brestisson přinesl křesťanství na Faerské ostrovy
- svatořečení sv. Vojtěcha
- 31. prosince 999 - Všeobecná panika a obava z konce světa v křesťanském světě, z důvodu příchodu nového Milénia. Lidé ze strachu rozprodávají veškerý svůj majetek.

## Úmrtí
- 7. únor – Boleslav II., český kníže
- 18. únor – Řehoř V., papež
- 16. prosinec – sv. Adelaida (Adéla) Burgundská – italská a německá královna, římská císařovna

## Hlavy států
- České knížectví – Boleslav II. – Boleslav III.
- Papež – Řehoř V. – Silvestr II.
- Svatá říše římská – Ota III.
- Anglické království – Ethelred II.
- Skotské království – Kenneth III.
- Polské knížectví – Boleslav I. Chrabrý
- Francouzské království – Robert II.
- Uherské království – Štěpán I. svatý
- První bulharská říše – Samuel I.
- Byzanc – Basileios II. Bulharobijce